# Jonas Turkow
Jonas Turkow ou Yonas Turkov (orthographe francisée ; 1892-1988) est un homme de théâtre polonais de culture yiddish. Il est connu pour avoir été membre de l'Oyneg Shabbos et un résistant juif du ghetto de Varsovie. Ses mémoires sur les années de guerre et d'après-guerre en Pologne sont un document précieux sur cette période.

## Biographie
Jonas Turkow est un homme de théâtre yiddish reconnu dans Varsovie de l’entre-deux-guerres. Il épouse Diana Blumenfeld, une chanteuse de music-hall. 
Après l’occupation de la ville par les nazis, il est enfermé dans le ghetto de Varsovie. Il y prend part à de nombreuses activités sociales et intellectuelles, dont le réseau clandestin de collecte d’archives mis sur pied par l’historien Emanuel Ringelblum. Il est à la tête de l'Entraide juive (Yidishe Aleinhilf) et prend ainsi la mesure des souffrances des Juifs du ghetto. Il cherche à développer clandestinement l'activité culturelle grâce à l'Organisation culturelle juive à laquelle il appartient également pour lutter contre l'effondrement des valeurs juives. Il écrit un journal qu'il parvient à cacher avec d'autres documents dans un petit jardin de la rue Minne et qu'il récupère après la guerre. Jonas Turkow parvient à s'échapper miraculeusement avec sa femme, après la liquidation du ghetto en 1943 et rejoint les partisans polonais. Lui et sa femme sont considérés comme « les seuls représentants du monde culturel juif à s’être sauvés du ghetto de Varsovie ».
Il rentre à Lublin en septembre 1944, puis travaille pour la radio polonaise. En tant que membre du Comité central des Juifs de Pologne, il a enquêté sur 18 cas de collaboration de Juifs avec la Gestapo. Il est convoqué au ministère des Affaires étrangères pour avoir tenté de faire connaître au monde la véritable situation des juifs polonais et déconseillé aux expatriés, à mots couverts, de rentrer en Pologne. Jonas Turkow finit par s’exiler, comme de nombreux Juifs rescapés après le pogrom de Kielce, d’abord aux États-Unis en 1947, puis en Israël à partir de 1966. Il meurt à Tel Aviv en 1988. 

## Des écrits testimoniaux
Deux ans après la fin de la Seconde Guerre mondiale, Jonas Turkow fait le récit de la vie quotidienne du "quartier juif" de la capitale polonaise dans Azoj iz es gewezen C'était ainsi, 1939-1943, la vie dans le ghetto de Varsovie. D'après lui, le chiffre moyen de la mortalité dans le ghetto par épidémie ou famine était de deux cent cinquante personnes par jour sur un an. Il analyse la tactique allemande qui consiste à entretenir dans le ghetto non seulement une atmosphère de terreur mais également de chaos et de démoralisation. C'était ainsi, 1939-1943, la vie dans le ghetto de Varsovie a le style des Memorbücher dans laquelle les Juifs consignaient la liste de leurs martyrs depuis le Moyen Âge pour transmettre la mémoire de leurs communautés détruites aux générations futures. Dans le récit de Ionas Turkov, on trouve ainsi des litanies de noms.
En 1949, il publie en yiddish à Buenos Aires le deuxième tome de ses souvenirs, La Lutte pour la vie. Il y raconte ses souvenirs du printemps 1943 à la fin de la guerre. Il raconte comment il a échappé à la liquidation du ghetto, l’activité de la Résistance polonaise et juive, la mort des proches et la recherche de survivants après la guerre.
Dans le troisième tome de ses mémoires, En Pologne après la Libération, Jonas Turkow raconte l’immédiat après-guerre des Juifs en Pologne, confrontés à un antisémitisme virulent marqué par des meurtres et des pogroms, par la prise du pouvoir des communistes. Il raconte son quotidien à Lublin, la nécessité, toujours, de dissimuler sa judéité. Il décrit aussi ses problèmes professionnels. Il parle des enfants juifs rescapés, des rançons parfois exigées pour leur restitution, et des foyers d’accueil.

## Œuvres
- (yi) Azoj iz es gewezen, Buenos Aires, 1948; C'était ainsi, 1939-1943, la vie dans le ghetto de Varsovie, Austral, 1995
- (yi) In Kamf farn Lebn, Buenos Aires, 1949 ; La Lutte pour la vie, Honoré Champion, 2005
- (yi) Farloshene shtern, Buenos Aires, 1953
- (yi) Nokh der befrayung – zikhroynes, Buenos Aires, 1959 ; La Pologne, après la Libération, Calmann-Lévy, 2008
- Teater un Konsertn in die Getos un Konstentratsye Lagern, dans Yidisher Teater in Yirope…Poilen, New York, Knight Publishing, 1968